# Elecciones generales de las Islas Feroe de 1970
Elecciones generales tuvieron lugar en las Islas Feroe el 7 de noviembre de 1970. El Partido de la Igualdad se mantuvo como el partido mayoritario en el Løgting, obteniendo 7 de los 26 escaños.

## Resultados
| Partido                   | Votos  | %    | Asientos | +/– |
| ------------------------- | ------ | ---- | -------- | --- |
| Partido de la Igualdad    | 4 916  | 27,2 | 7        | 0   |
| República                 | 3 962  | 21,9 | 6        | +1  |
| Partido Unionista         | 3 921  | 21,7 | 6        | 0   |
| Partido Popular           | 3 617  | 20,0 | 5        | –1  |
| Partido del Autogobierno  | 1 010  | 5,6  | 1        | 0   |
| Partido del Progreso      | 637    | 3,5  | 1        | 0   |
| Total                     | 18 064 | 100  | 26       | 0   |
| Fuente: Election Passport |        |      |          |     |